# 堀詰停留場
堀詰停留場（ほりづめていりゅうじょう）は、高知県高知市本町一丁目にあるとさでん交通伊野線の路面電車停留場である。

## 歴史
堀詰停留場が開業したのは1904年（明治37年）5月。とさでん交通の前身である土佐電気鉄道の創業より存在する停留場である。創業当時の路線は本町線（堀詰 - 乗出間、のちの伊野線）と潮江線（梅の辻 - 桟橋間）の2路線で、当停留場は本町線の起点であった。開業の2年後には潮江線の梅の辻から堀詰までの区間が開通し、潮江線は桟橋線に改称、当停留場は本町線と桟橋線が接続する停留場となった。当時の桟橋線は堀詰停留場から南へ伸び、鏡川の土手に突き当たると進路を東に変えて潮江橋の北詰に向かい、そこから鏡川を渡って梅の辻停留場へと至る経路をとっていた。
その後1907年（明治41年）には堀詰からはりまや橋を経て下知に至る路線（のちの後免線）が開通、当停留場は3方向の路線が集結するターミナルとなった。しかし1928年（昭和3年）に江ノ口線（現在の駅前線）、桟橋線のはりまや橋 - 潮江橋北詰間が相次いで開業すると、はりまや橋停留場に4方向の路線が集結することになり、当停留場に代わって新たなターミナルとなった。一方、はりまや橋 - 潮江橋北詰間の開通によりそれまで堀詰から潮江橋北詰までを結んでいた桟橋線の線路は廃止され、当停留場は伊野線内の一停留場となった。

### 年表
- 1904年（明治37年）5月2日：土佐電気鉄道（初代）本町線の堀詰 - 乗出間の開通に伴い開業[5]。
- 1906年（明治39年）4月6日：桟橋線の梅の辻から堀詰までの区間が開通、本町線と桟橋線が当停留場にて接続[5][6]。
- 1908年（明治41年）10月31日：堀詰から下知までの区間が開通[5]。
- 1922年（大正11年）8月1日：会社合併により土佐電気の路線となる。
- 1928年（昭和3年）8月10日：桟橋線のはりまや橋 - 潮江橋北詰間が開通、それまで堀詰 - 潮江橋北詰間を結んでいた旧線は廃止[5][6]。
- 1941年（昭和16年）7月12日：会社合併により土佐交通の路線となる。
- 1948年（昭和23年）6月3日：会社合併により土佐電気鉄道（2代目）の路線となる。
- 1977年（昭和52年）6月20日：下り伊野方面行きのホームを約40メートル伊野寄りに移設[5]。
- 2014年（平成26年）10月1日：土佐電気鉄道が高知県交通・土佐電ドリームサービスと経営統合し、とさでん交通が発足[7]。とさでん交通の停留場となる。

## 停留場構造
堀詰停留場は伊野線の併用軌道区間にあり、道路上にホームが設けられている。ホームは2面あり、東西方向に伸びる2本の線路を挟み込むように向かい合って配置されている（相対式ホーム）。線路の北側にはりまや橋方面行きのホーム、南に伊野方面行きのホームがある。

## 停留場周辺
伊野線の軌道は国道32号線上を走っており、国道沿いには都市機能の多くが集まる。当停留場からグランド通停留場までは「本町」といい、高知市の中心街である。「堀詰」の地名は現在はないが、堀川がこの近辺で屈折しており、かつて船により高知城へ接近する際は、船で入ることが可能な場所が当停留場近くにある高知市中央公園の付近であったとされる。そのためこの周辺は古くは交通の要所であったが、後に播磨屋橋近辺へ移った。なお、中央公園はよさこい祭りの演舞場の一つであるほか、立志社跡の碑がある。
- みずほ銀行高知支店
- 幡多信用金庫高知支店
- 大和証券高知支店
- 帯屋町商店街
- ドーミーイン高知
  - 高知銀行帯屋町支店
- リッチモンドホテル 高知
- 高知警察署高知街交番
- 「堀詰」バス停留所

## 隣の停留場
とさでん交通
伊野線
はりまや橋停留場 - 堀詰停留場 - 大橋通停留場
- 1977年まで、大橋通停留場との間に中ノ橋通停留場があった。

### かつて存在した路線
土佐電気
桟橋線
堀詰停留場 - 潮江橋北詰停留場